# AFI
„AFI“ („A Fire Inside“) е американска музикална група от Юкая, Калифорния. Музиката им се класифицира като алтернативен рок и пънк.

## Биография
„AFI“ е формирана като хардкор пънк квартет през 1991 от Дейви Хейвък (вокали), Марк Стофолийз (китара), Вик Чолкър (бас) и Адам Карсън (барабани) в малкия калифорнийски град Юкия. Басистът Чолкър впоследствие губи интерес и е заменен от Джеф Кресдж. Кресдж напуска AFI, ставайки част от групата Tiger Army (сега свири за The Horrorpops) и мястото е заето от Хънтър Бъргън. Китаристът Марк Стофолийз е заменен от Джейд Пъджет, който по това време е бил в групата Loose Change.

## Дискография

### Албуми
- Answer That and Stay Fashionable (1995) от Wingnut Records
- Very Proud of Ya (1996) от Nitro Records
- Shut Your Mouth and Open Your Eyes (1997) от Nitro Records
- Black Sails in the Sunset (1999) от Nitro Records
- The Art of Drowning (2000) от Nitro Records
- Sing the Sorrow (2003) от DreamWorks Records
- Decemberunderground (2006) от Interscope Records
- Crash Love (2009) от Interscope Records

Албумите записани чрез Nitro Records и DreamWorks Records са издадени в следните формати: аудио касета, 12" винил и CD.

#### EPs
- Dork издаден през 1993 на 7 инчова грамофонна плоча
- Behind the Times EP издаден през 1993 на 7 инчова грамофонна плоча
- Eddie Picnic's All Wet лайв EP издаден през 1994 на 7 инчова грамофонна плоча
- This Is Berkeley, Not West Bay EP издаден през 1994 на 7 инчова грамофонна плоча

#### Сингли
| Година | Заглавие                     | Позиция в класациите | Позиция в класациите | Позиция в класациите | Позиция в класациите | Позиция в класациите | Позиция в класациите | Албум                              |
| Година | Заглавие                     | U.S. Hot 100         | Pop 100              | U.S. Modern Rock     | U.S. Mainstream Rock | UK Singles Chart     | ARIA Charts]         | Албум                              |
| ------ | ---------------------------- | -------------------- | -------------------- | -------------------- | -------------------- | -------------------- | -------------------- | ---------------------------------- |
| 1995   | „He Who Laughs Last...“      | -                    | -                    | -                    | -                    | -                    | -                    | Very Proud of Ya                   |
| 1997   | „Third Season“               | -                    | -                    | -                    | -                    | -                    | -                    | Shut Your Mouth and Open Your Eyes |
| 1999   | „Totalimmortal“              | -                    | -                    | -                    | -                    | -                    | -                    | All Hallow's EP                    |
| 2001   | „The Days of the Phoenix EP“ | -                    | -                    | -                    | -                    | -                    | -                    | The Art of Drowning                |
| 2001   | „Wester“                     | -                    | -                    | -                    | -                    | -                    | -                    | The Art of Drowning                |
| 2001   | „6 to 8“                     | -                    | -                    | -                    | -                    | -                    | -                    | The Art of Drowning                |
| 2003   | „Girl's Not Grey“            | #114                 | -                    | #7                   | #33                  | -                    | -                    | Sing the Sorrow                    |
| 2003   | „The Leaving Song, Pt. II“   | -                    | -                    | #16                  | #31                  | -                    | -                    | Sing the Sorrow                    |
| 2003   | „Silver and Cold“            | -                    | -                    | #7                   | #39                  | -                    | -                    | Sing the Sorrow                    |
| 2006   | Miss Murder                  | #24                  | #28                  | #1                   | #13                  | #44                  | #14                  | Decemberunderground                |
| 2006   | „Love Like Winter“           | #68                  | #71                  | #4                   | -                    | #76                  | #44                  | Decemberunderground                |
| 2007   | „The Missing Frame“          | -                    | -                    | #17                  | -                    | -                    | -                    | Decemberunderground                |

### Промоционални издания
- Totalimmortal Promo Single 1999
- Totalimmortal 1999
- Wester Promo Single 2000
- The Art of Drowning Promo средата на 2000
- The Art of Drowning Promo Cassette 14 юли 2000
- The Days of the Phoenix Radio Promo 2000
- AFI: A History началото на 2003
- Sing the Sorrow Advance CD началото на 2003
- Girl's Not Grey Radio Promo януари 2003
- Sing the Sorrow 4-Track Sampler началото на 2003
- Sing the Sorrow 6-Track Sampler началото на 2003
- Sing the Sorrow Sampler (Australia) началото на 2003
- Sing the Sorrow Test Pressing началото на 2003
- Girl's Not Grey Advance Promotional Single 6 януари 2003
- Girl's Not Grey Март 2003
- Girl's Not Grey Март 2003
- Girl's Not Grey Single Promo средата на април 2003
- Rockline Promotional Radio Interview CD Set 21 април 2003
- The Leaving Song Pt. II Radio Promo средата на 2003
- The Leaving Song Pt. II Australian Promo средата на 2003
- The Leaving Song Pt. II Юли 2003
- Silver and Cold Promotional Single краят на ноември 2003
- Live at the Hard Rock Cafe Promotional CD краят на ноември 2003
- Head Like a Hole Radio Promo 2004
- Head Like a Hole Australian Promo Септември 2004

### Компилации
- „AFI“ – 2 ноември 2004

### Видео
| Информация за музикален видеоклип                                                                                       |
| --- |
| He Who Laughs Last... - Издаден: 1996 - Лейбъл: Wingnut Records - Режисьор: - Продуцент:                                |
| Third Season - Издаден: 1997 - Лейбъл: Nitro Records - Режисьор: Дарън Дуейн/Кен Даурио - Продуцент:                    |
| Totalimmortal - Издаден: 1999 - Лейбъл: Nitro Records - Режисьор: Брен Уаронетцки - Продуцент:                          |
| The Days of the Phoenix - Издаден: 2000 - Лейбъл: Nitro Records - Режисьор: Марк Уеб - Продуцент:                       |
| Girl's Not Grey - Издаден: 2003 - Лейбъл: DreamWorks Records - Режисьор: Дейвид Слейд - Продуцент:                      |
| Girl's Not Grey (Prelude) - Издаден: 2003 - Лейбъл: DreamWorks Records - Режисьор: Дейвид Слейд - Продуцент:            |
| The Leaving Song, Pt. II - Издаден: 2003 - Лейбъл: DreamWorks Records - Режисьор: Марк Уеб - Продуцент:                 |
| The Leaving Song, Pt. II (Directors Cut) - Издаден: 2003 - Лейбъл: DreamWorks Records - Режисьор: Марк Уеб - Продуцент: |
| Silver and Cold - Издаден: 2003 - Лейбъл: DreamWorks Records - Режисьор: - Продуцент:                                   |
| Miss Murder - Издаден: 2006 - Лейбъл: Interscope Records - Режисьор: Марк Уеб - Продуцент:                              |
| Miss Murder (Directors Cut) - Лейбъл: Interscope Records - Режисьор: Марк Уеб - Продуцент:                              |
| Love Like Winter - Издаден: 2006 - Лейбъл: Interscope Records - Режисьор: - Продуцент:                                  |
| Love Like Winter (Directors Cut) - Издаден: 2006 - Лейбъл: Interscope Records - Режисьор: - Продуцент:                  |